# Càl·lies (iàmida)
Càl·lies o Càl·lias (en grec antic Καλλίας, Callias) va ser un endeví grec, membre de la família sagrada d'Elis dels Iàmides (descendents d'Íam), que s'havien instal·lat a Sicília cap al segle viii aC. Les fonts el fan contemporani del tirà de Síbaris, Telis. Càl·lies, quan va observar presagis desfavorables en uns sacrificis en el moment que els sibarites anaven a fer la guerra als habitants de Crotona, va anunciar els fets, i Telis el va amenaçar de mort. Càl·lias va refugiar-se a Crotona cap al 510 aC. Els crotonians, agraïts per la sinceritat del seu vaticini, que deia que destruirien Síbaris, li van donar unes terres que en temps d'Heròdot encara posseïen els seus descendents.
Alguns autors han intentat identificar aquest Càl·lias amb un endeví que fins a l'any 522 aC formava part del seguici del tirà Polícrates, i a qui el rei persa Darios va perdonar la vida.